# Moneda de un bolívar
Las monedas de 1 bolívar están formadas por una serie de características novedosas para Venezuela desde su emisión por la autoridad monetaria (BCV) desde el año 2008. Poseen un diámetro de 24.000 mm, un grosor de 2.48 mm y un peso de 8.1000 gramos. Su composición es bimetálica: el núcleo es de alpaca y el anillo es de aleación de bronce y aluminio. El borde ajeno al anverso y reverso de las monedas tienen una forma lisa con la inscripción de: "BCV 1" repetida seis veces seguidas.

## Historia
Para el 21 de diciembre de 1965 el Gobierno venezolano presidido por Raúl Leoni emite el Decreto Ejecutivo N°466, mediante el cual estableció la acuñación de 70 millones de piezas de Un bolívar (adicionalmente también ordenó la elaboración de 4 millones de piezas de Cinco bolívares y 15 millones de piezas de Dos bolívares a base de níquel y cuproníquel, esto en el marco de un proceso de sustitución progresivo de la materia prima con la que se emitían las monedas, que antes de ese año eran de plata. El Gobierno venezolano emprende estas medidas dado que para entonces el valor internacional de la plata mantuvo un aumento sostenido, lo que originó que el público masivamente iba acaparando las monedas de plata y comenzaba a notarse una escasez de las mismas. 
Aunque dicho decreto presidencial fue contraproducente ya que para el 13 de diciembre del mismo año el Congreso venezolano impulsa y aprueba un proyecto de ley mediante el cual ordenaba al Ejecutivo Nacional la acuñación en valor monetario de Bs.120 millones en monedas a base de plata en las denominaciones antes enunciadas.
Finalmente el Gobierno ordenó la  reducción de la acuñación de monedas hasta ubicarlo a 20 millones de piezas de Un bolívar y 7.17 millones de piezas de Dos bolívares. La moneda de Cinco bolívares no llegó a ser acuñada.
Con relación a la moneda de Un bolívar fue bajo el sello de 1965 la última en acuñarse en base de plata en Venezuela.